# Шока
Шока (груз. შოყა) — село в Грузії.
За даними перепису населення 2014 року в селі проживає 98 осіб.